# Бхерамара
Бхерамара (бенг. ভেড়ামারা, англ. Bheramara) — город и муниципалитет на западе Бангладеш, административный центр одноимённого подокруга. Площадь города равна 3,26 км². По данным переписи 2001 года, в городе проживало 20 676 человек, из которых мужчины составляли 49,52 %, женщины — соответственно 50,48 %. Уровень грамотности населения составлял 50,3 % (при среднем по Бангладеш показателе 43,1 %). 